# Topock
Topock (in mohave: Tuupak) è una piccola comunità non incorporata della contea di Mohave, in Arizona. Il codice postale di Topock è 86436; nel 2000, la popolazione dell'Area di tabulazione del codice postale (ZCTA) era di 1 790 abitanti.
Si trova tra Bullhead City e Lake Havasu City e a sud-est di Needles, California, sul confine tra la California e l'Arizona.
Topock è nota per essere una località marittima, oltre ad essere la sede dell'Old Trails Arch Bridge, il vecchio ponte della Route 66 descritto nel film Furore. Le traversate del fiume Colorado a Topock, incluso l'Old Trails Arch Bridge, sono anche protagoniste nei titoli di testa del film Easy Rider.
Topock Marina si trova appena fuori dalla I-40 sulla storica Route 66. Situata sul fiume Colorado tra Needles e Lake Havasu City, la Marina è il tradizionale punto di rifornimento per i diportisti che viaggiano tra queste due città.
Topock è il sito di una delle stazioni di ricompressione della Pacific Gas & Electric (PG&E) sul suo super gasdotto di gas naturale, completato nel 1930, che va dal Texas a San Francisco.

## Geografia fisica
Secondo l'Ufficio del censimento degli Stati Uniti, ha una superficie totale di 0,26 mi² (0,67 km²).

## Storia
Originariamente era chiamata Mellen ed era stazione ferroviaria e punto di attracco per i battelli a vapore che viaggiavano nel fiume Colorado. Si trova sul sito in cui la Atlantic and Pacific Railroad stava costruendo il Red Rock Bridge, un ponte a sbalzo in acciaio, completato nel maggio 1890, dopo che tre ponti non ben costruiti erano stati portati via dal fiume. La città era intitolata al capitano "Jack" Mellon, un veterano possessore di un battello, che navigava nel fiume Colorado, e proprietario della Colorado Steam Navigation Company, anche se indicato erroneamente come "Mellen". Dal 1903 al 1909 Mellen aveva un proprio ufficio postale.

## Società

### Evoluzione demografica
Secondo il censimento del 2010, la popolazione era di 10 abitanti.

### Etnie e minoranze straniere
Secondo il censimento del 2010, la composizione etnica della comunità era formata dal 100,0% di bianchi, lo 0,0% di afroamericani, lo 0,0% di nativi americani, lo 0,0% di asiatici, lo 0,0% di oceaniani, lo 0,0% di altre razze, e lo 0,0% di due o più razze. Ispanici o latinos di qualunque razza erano lo 0,0% della popolazione.